# Marcin Bylica
Marcin Bylica (* 1433 wahrscheinlich in Olkusz, Polen; † 1493 in Buda, Ungarn) war ein polnischer Astronom und Astrologe.

## Leben
Bylica hatte an der Krakauer Akademie studiert. Ab etwa 1470 war er Hofastronom des ungarischen Königs Matthias Corvinus und ab 1490 auch noch für kurze Zeit seines Nachfolgers Vladislav II.
Er wurde ein enger Mitarbeiter und Freund des Deutschen Regiomontanus, als dieser zwischen 1467 und 1471 in Ungarn arbeitete, und er unterstützte diesen bei der Erstellung verschiedener astronomischer und trigonometrischer Tafeln. Diese „Tabulae directionum“ waren hauptsächlich für den astrologischen Gebrauch und wurden in den Jahren 1490 bis 1626 in elf Ausgaben gedruckt.
Seinen Nachlass an Büchern und astronomischen Instrumenten vermachte Bylica seiner Krakauer Alma Mater. Dieser Nachlass war für die damalige Zeit derart umfassend und bedeutend, dass am Tag, als er in der Universität eintraf, der Rektor allen Lehrkräften, darunter der Astronom Leonhard von Dobschütz, und allen Studenten, darunter Nicolaus Copernicus, unterrichtsfrei gab: Alle sollten Gelegenheit haben, den Bylica-Nachlass zu besichtigen. Zum Nachlass gehörten u. a. ein Regiomontanus-Codex, ein Werk des Astronomen Georg von Peuerbach, des Lehrers von Regiomontanus, und ein Buch des italienischen Gelehrten und Astronomen Giovanni de Dondi, des Erfinders und Erbauers einer der ersten astronomischen Uhren, des so genannten „Astrariums“, sowie mehrere astronomische Instrumente, angefertigt von Hans Dorn.